# 昆解沙弥麻呂
昆解 沙弥麻呂（こんけ /こんげ の さみまろ、生没年不詳）は、奈良時代の貴族。氏姓は昆解（無姓）のち昆解宿禰、鴈高宿禰。名は佐美麻呂とも記される。官位は従五位下・駿河介。

## 出自
昆解氏は百済の第14代国王・貴首王の後裔を称する百済系渡来氏族。改姓後の鴈高は大和国高円山付近の地名であることから、当地を本拠地としたか。

## 経歴
右京の人。称徳朝の天平神護3年（767年）従六位上から三階昇進して外従五位下に叙せられ、翌神護景雲2年（768年）雅楽助に任ぜられる。
光仁朝の宝亀3年（772年）内位の従五位下に叙せられ、宝亀9年（778年）には駿河介として地方官を務めた。また、この間の宝亀6年（775年）無姓から新たに宿禰姓を与えられている。
桓武朝の延暦4年（785年）昆解宿禰から鴈高宿禰に改姓した。

## 官歴
『続日本紀』による。
- 時期不詳：従六位上
- 天平神護3年（767年） 正月18日：外従五位下
- 神護景雲2年（768年） 7月1日：雅楽助
- 宝亀3年（772年） 正月25日：従五位下（内位）
- 宝亀6年（775年） 8月7日：無姓から宿禰姓に改姓
- 宝亀9年（778年） 5月25日：駿河介
- 延暦4年（785年） 5月4日：昆解宿禰から鴈高宿禰に改姓